# Claude Baudoux
Claude Baudoux (7. svibnja 1898. — nije poznat nadnevak kad je umro) je bivši belgijski hokejaš na travi. Igrao je na mjestu veznog igrača.
Na hokejaškom turniru na Olimpijskim igrama 1928. u Amsterdamu igrajući za Belgiju je osvojio 4. mjesto. Odigrao je svih 5 susreta. U susretu za broncu je Belgija izgubila od Njemačke.

## Vanjske poveznice
- Profil na Sports Reference.com  Arhivirana inačica izvorne stranice od 19. svibnja 2011. (Wayback Machine)